# Zastavea, Rivne
Zastavea (în ucraineană Застав'я) este un sat în comuna Zorea din raionul Rivne, regiunea Rivne, Ucraina.

## Demografie
Componența lingvistică a localității Zastavea
     Ucraineană (100%)
Conform recensământului din 2001, toată populația localității Zastavea era vorbitoare de ucraineană (100%).